# Publius Cornelius Lentulus Spinther (ifjabb)
Publius Cornelius Lentulus Spinther (Kr. e. 74 – Kr. e. 27 után) római politikus, az előkelő patricius Cornelia gens tagja volt. Agnomenjét onnan kapta, hogy apja, Kr. e. 57 consulja feltűnően hasonlított egy Spinther nevű színészre.
Születési évét onnan ismerjük, hogy tudjuk: apja consuli évében nyerte el a toga virilist. Ugyanekkor augurrá választották, de mivel Faustus Sulla ekkor már képviselte a Corneliusokat a testületben, előbb névlegesen adoptálták a Manliusok közé. Kr. e. 56-ban, amikor az ifjabb Cato vissza akarta hívatni édesapját a proconsuli tartományából, Ciliciából, nyilvánosan gyászolt.
A fiatalember apját követte Pompeius támogatásában, majd a Kr. e. 48-as pharszaloszi csata után velük együtt Egyiptomba menekült. Miután a vezért itt meggyilkolták, apja Rhodoszon keresett menedéket, ő viszont feladta magát Julius Caesarnak, aki kegyesen megbocsátott neki, így visszatérhetett Itáliába.
Kr. e. 45-ben vált el feleségétől, Metellától, Quintus Caecilius Metellus Pius Scipio lányától. Ezt követően igen jó viszonyt ápolt Ciceróval és Marcus Junius Brutusszal, majd Caesar meggyilkolásakor is nyíltan az összeesküvők mellett foglalt állást. A senatus Caius Trebonius, Asia provincia helytartója mellé delegálta proquaestornak, ám amikor azt az útja során gátlástalanul harácsoló Dolabella meggyilkoltatta, felvette a propraetori címet, és mindent megtett a Syriából érkező Cassius támogatására. Pénzt is veretett Cassius és Brutus számára Libertas arcképével. Cassiust Rhodoszon, Brutust Lükiában szolgálta.
Túlélte a Kr. e. 42-es philippi csatát, sőt akkor is életben volt, mint az augurok névjegyzékéből kiderül, amikor Octavianus Kr. e. 27-ben felvette az Augustus nevet.